# Asobi Seksu
Asobi Seksu – nowojorska grupa rockowa.
Asobi Seksu swój debiutancki album zatytułowany Asobi Seksu wydał w 2004 r. Ich drugi album Citrus został nagrany w Gigantic Studios w Nowym Jorku
z udziałem producenta Chrisa Zane'a.
Grupa przyjęła nazwę Asobi Seksu pod wpływem wytwórni płytowej - wcześniej nazywali się Sportf*ck.
Wytwórnia płytowa One Little Indian Records Records w 2006 roku wydała ponownie albumy Asobi Seksu i Citrus.

## Dyskografia
- Asobi Seksu (2004)
- Citrus (2006)
- Live at the Echo 10/6/06 (2006)
- Live from SoHo (2007)
- Hush (2009)[3]
- Fluorescence (2011)[4]